# Audiencie Santo Domingo

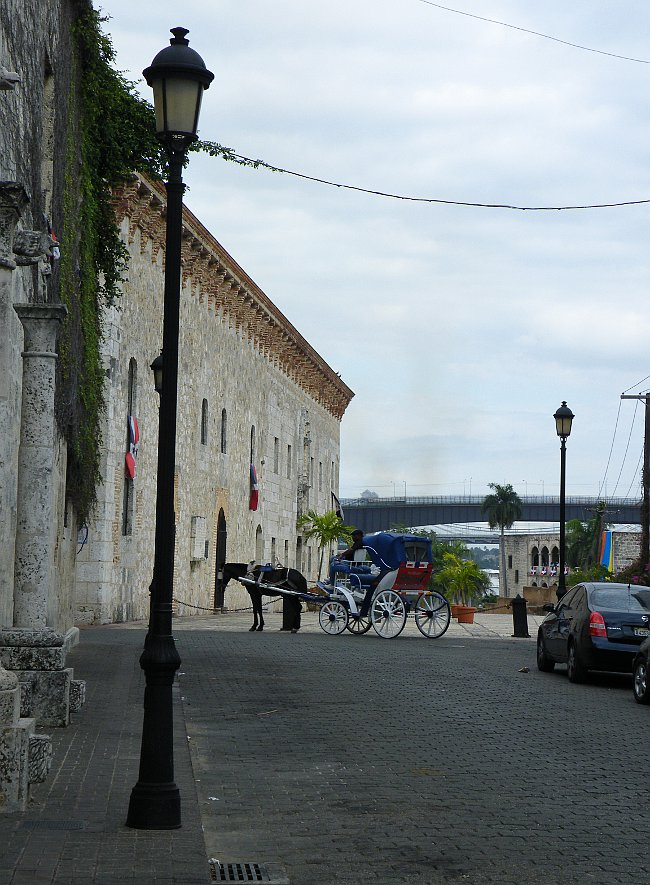
Budova audiencie v Santo Domingu

Královská audience Santo Domingo (španělsky Royal Audiencia of Santo Domingo) byl první soudní dvůr španělské koruny v amerických koloniích. Byla formálně založena královských výnosem Ferdinanda V. z roku 1511, ale kvůli rozporům mezi guvernérem ostrova Diegem Kolumbem a královským dvorem prakticky nefungovala až do vydání dalšího královského výnosu v roce 1526, který vydal španělský král Karel I. Audiencie byla součástí místokrálovství Nové Španělsko a její nejvyšší představitel byl zároveň velitelem generálního kapitanátu Santo Domingo.
V době své největší moci spadaly pod audiencii v Santo Domingu i Kuba, Portoriko, Venezuela (do roku 1717, kdy přešla pod správu místokrálovství Nová Granada), španělská Florida a španělská Louisiana.